# Canadá nos Jogos Olímpicos de Verão de 1992
O Canadá competiu nos Jogos Olímpicos de Verão de 1992 em Barcelona, Espanha.

## Medalhistas

### Ouro
- Mark McKoy — Atletismo, 110m com barreiras Masculino

- Michael Rascher, Bruce Robertson, John Wallace, Robert Marland, Terence Paul, Derek Porter, Darren Barber, Andrew Crosby, e Mike Forgeron — Remo, Oito com masculino

- Kathleen Heddle e Marnie McBean — Remo, Dois sem feminino

- Kay Worthington, Kirsten Barnes, Jessica Monroe, e Brenda Taylor — Remo, Quatro sem feminino

- Brenda Taylor, Lesley Thompson, Kay Worthington, Kathleen Heddle, Marnie McBean, Jessica Monroe, Kirsten Barnes, Shannon Crawford, e Megan Delehanty — Remo, Oito Com Feminino

- Mark Tewksbury — Natação, 100m costas Masculino

- Sylvie Fréchette — Nado Sincronizado, Solo Feminino

### Prata
- Guillaume LeBlanc — Atletismo, Men's 20 km Walk

- Mark Leduc — Boxe, Peso meio-médio-ligeiro

- Penny Vilagos e Vicky Vilagos — Nado Sincronizado, Dueto Feminino

- Jeffrey Thue — Wrestling, Men's Freestyle Super Heavyweight

### Bronze
- Angela Chalmers — Atletismo, 3.000 metros Feminino
- Chris Johnson — Boxe, Peso médio
- Curtis Harnett — Ciclismo, Velocidade individual masculino
- Nicolas Gill — Judô, Até 86 kg masculino
- Silken Laumann — Remo, Skiff simples feminino
- Mark Tewksbury, Stephen Clarke, Jonathan Cleveland, Marcel Gery, e Tom Ponting (participantes) — Natação, Revezamento 4x100m Medley Masculino
- Eric Jespersen e Ross MacDonald — Vela, Classe Star

## Resultados por Evento

### Atletismo
100m Masculino
- Ben Johnson (15º)
- Bruny Surin (4º)

200m Masculino
- Atlee Mahorn (20º)
- Peter Ogilvie
- Anthony Wilson (31º)

400m Masculino
- Michael McLean (DNF)

800m Masculino
- Freddie Williams

1500m Masculino
- Graham Hood (9º)

5000m Masculino
- Brendan Matthias (36º)

10000m Masculino
- Paul Williams (DNP)

Maratona Masculina
- Peter Maher (DNF)

Revezamento 4x100 Masculino
- Ben Johnson

Revezamento 4x400m Masculino
- Mark Jackson, Anthony Wilson, Mark Graham, e Frederick Williams
  - Heat — 3:04.69 (→ não avançou)

110m com Barreiras Masculino
- Mark McKoy

400m com Barreiras Masculino
- Mark Jackson (19º)

3000m com Obstáculos Masculino
- Graeme Fell (28º)

Marcha Atlética 20km Masculino
- Tim Berrett (14º)
- Guillaume Leblanc

Macha Atlética 50km Masculino
- Tim Berrett (DSQ)
- Guillaume Leblanc (DSQ)

Salto em Altura Masculino
- Alex Zaliauskas (27º)

Salto em Distância Masculino
- Edrick Floreal (28º)
- Glenroy Gilbert (DSQ)
- Ian James (20º)

Salto com Vara Masculino
- Douglas Wood
  - Qualificação — 5,20 metros (→ não avançou)

Salto Triplo Masculino
- Oral O'Gilvie (DNP)

Lançamento de Disco Masculino
- Ray Lazdins (21º)

Lançamento de Dardo Masculino
- Stephen Feraday (29º)

Men's Shot Put
- Peter Dajia (25th)

Decatlo
- Mike Smith – não terminou (→ sem classificação)

800m Feminino
- Charmaine Crooks – 1:58.55 (→ 10ª)

1.500m Feminino
- Paula Schnurr – 4:04.80 (→ 13ª)
- Angela Chalmers – 4:04.87 (→ 14ª)
- Debbie Bowkers – 4:12.50 (→ 22ª)

3.000m Feminino
- Angela Chalmers – 8:47.22 →
- Robyn Meagher – 8:49.72 (→ 15ª)
- Leah Pells – 9:13.19 (→ 27ª)

10.000m Feminino
- Carole Rouillard – 32:53.83 (→ 22ª)
- Lisa Harvey – 33:55.93 (→ 34ª)

Revezamento 4x400m Feminino
- Charmaine Crooks, Rosey Edeh, Camille Noel, Jillian Richardson – 3:25.20 (→ 4º)

100m com Barreiras Feminino
- Katie Anderson – 13.31 (→ 19ª)

400m com Barreiras Feminino
- Rosey Edeh – 55.76 (→ 13ª)
- Donalda Duprey – 56.30 (→ 15ª)

Marcha Atlética 10km Feminino
- Tina Poitras – 46:50 (→ 21ª)
- Janice McCaffrey – 48:05 (→ 25ª)
- Pascale Grand – 49:14 (→ 29ª)

Maratona Feminina
- Odette Lapierre – 2:46.18 (→ 19ª)
- Lizanne Bussieres – não terminou (→ sem classificação)

### Boxe
Peso mosca-ligeiro Masculino (– 48 kg)
- Domenic Figliomeni
  - Primeira Rodada – Perdeu para Tadahiro Sasaki (JPN), 3:5

Peso mosca Masculino(– 51 kg)
- Marty O'Donnell
  - Primeira Rodada – Perdeu para Robert Peden (AUS), 2:14

Peso pena Masculino (– 57 kg)
- Michael Strange
  - Primeira Rodada – Perdeu para Somluck Kamsing (THA), 9:11

Peso leve Masculino (– 60 kg)
- William Irwin
  - Primeira Rodada – Derrotou Alan Andrew Vaughan (GBR), RSC-3
  - Segunda Rodada – Perdeu para Ronald Chavez (PHI), 1:8

Peso meio-médio-ligeiro Masculino (– 63.5 kg)
- Mark Leduc →  Prata
  - Primeira Rodada – Derrotou Godfrey Wakaabu (UGA), 9:2
  - Segunda Rodada – Derrotou Dillon Carew (GUY), 5:0
  - Quartas-de-Final – Derrotou Laid Bouneb (ALG), 8:1
  - Semifinais – Derrotou Leonard Doroftei (ROM), 13:6
  - Final – Perdeu para Héctor Vinent (CUB), 1:11

 Peso super-médio  Masculino (– 71 kg)
- Raymond Downey
  - Primeira Rodada – Perdeu para Hendrik Simangunsong (INA), 5:12

Peso médio Masculino (– 75 kg)
- Chris Johnson →  Bronze
  - Primeira Rodada – Bye
  - Segunda Rodada – Derrotou Mohamed Siluvangi (ZAI), RSCH-3
  - Quartas-de-Final – Derrotou Stefan Trendafilov (BUL), RSC-1
  - Semifinais – Perdeu para Chris Byrd (USA), 3:17

Peso meio-pesado Masculino (– 81 kg)
- Robert Brown
  - Primeira Rodada – Derrotou Damidin Zul (MGL), RSCH-2
  - Segunda Rodada – Perdeu para Torsten May (GER), 1:7

Peso pesado Masculino (– 91 kg)
- Kirk Johnson
  - Primeira Rodada – Bye
  - Segunda Rodada – DerrotouJoseph Akhasamba (KEN), RSC-2
  - Quartas-de-Final – Perdeu para David Izonritei (NGR), 5:9

Peso super-pesado Masculino (>91 kg)
- Tom Glesby
  - Primeira Rodada – Bye
  - Segunda Rodada – Perdeu para Roberto Balado (CUB), 2:16

### Ciclismo
Estrada individual feminino
- Alison Sydor
  - Final — 2:05:03 (→ 12ª)

- Kelly-Ann Way
  - Final — 2:05:03 (→ 31ª)

- Lena Hawkins
  - Final — 2:05:33 (→ 36ª)

### Hóquei Sobre a Grama

#### Competição Feminina
O time de Hóquei Sobre a Grama do Candá participou pela terceira vez dos Jogos Olímpicos.
- Fase de Grupos
  - Canadá – Austrália 0-2
  - Canadá – Espanha 1-2
  - Canadá – Alemanha 0-4
- Partidas de Classificação
  - 5º-8º place: Canadá – Holanda 0-2
  - 7º-8º place: Canadá – Nova Zelândia 2-0 (→ 7º lugar)
- Jogadoras
  - Bernadette Bowyer
  - Joel Brough
  - Michelle Conn
  - Deb Covey
  - Sharon Creelman
  - Tara Croxford
  - Sherri Field
  - Milena Gaiga
  - Heather Jones
  - Laurelee Kopeck
  - Sandra Levy
  - Rochelle Low
  - Gaye Porteous
  - Sue Reid
  - Candy Thomson
  - Deb Whitten
- Técnica: Marina van der Merwe

### Judô

#### Competição Masculina
Até 60 kg masculino
- Ewan Beaton

Até 65 kg masculino
- Jean-Pierre Cantin

Até 71 kg masculino
- Roman Hatashita

Até 86 kg masculino
- Nicolas Gill

Acima de 95 kg masculino
- Patrick Roberge

#### Competição Feminina
Até 48 kg feminino
- Lyne Poirier

Até 52 kg feminino
- Pascale Mainville

Até 56 kg feminino)
- Brigitte Lastrade

Até 61 kg feminino)
- Michelle Buckingham

Até 66 kg feminino
- Sandra Greaves

Até 72 kg feminino)
- Alison Webb

Acima de 72 kg feminino
- Jane Patterson

### Natação

#### Competição Masculina
50m Livre Masculino
- Stephen Clarke
  - Eliminatórias – 23.95 (→ não avançou, 40º)

100m Livre Masculino
- Stephen Clarke
  - Eliminatórias – 50.73 (→ não avançou, 18º)

- Darren Ward
  - Eliminatórias – 52.05 (→ não avançou, 41º)

200m Livre Masculino
- Turlough O'Hare
  - Eliminatórias – 1:50.42
  - Final-B – 1:51.01 (→ 14º)

- Darren Ward
  - Eliminatórias – 1:51.62 (→ não avançou, 23º)

400m Livre Masculino
- Turlough O'Hare
  - Eliminatórias – 3:56.70 (→ não avançou, 21º)

- Edward Parenti
  - Eliminatórias – 3:58.96 (→ não avançou, 27º)

1500m Livre Masculino
- Christopher Bowie
  - Eliminatórias – 15:34.28 (→ não avançou, 15º)

- David McLellan
  - Eliminatórias – 15:58.38 (→ não avançou, 23º)

100m Costas Masculino
- Mark Tewksbury
  - Eliminatórias – 54.75
  - Final – 53.98 (→  Ouro)

- Raymond Brown
  - Eliminatórias – 56.98 (→ não avançou, 18º)

200m Costas Masculino
- Kevin Draxinger
  - Eliminatórias – 2:01.73
  - Final-B – 2:01.79 (→ 12º)

- Raymond Brown
  - Eliminatórias – 2:01.81
  - Final-B – 2:03.01 (→ 15º)

100m Peito Masculino
- Jonathan Cleveland
  - Eliminatórias – 1:02.73
  - Final-B – 1:02.73 (→ 13º)

- Curtis Myden
  - Eliminatórias – 1:03.80 (→ não avançou, 25º)

200m Peito Masculino
- Jonathan Cleveland
  - Eliminatórias – 2:15.68
  - Final-B – 2:16.20 (→ 14º)

- Michael Mason
  - Eliminatórias – 2:18.64 (→ não avançou, 23º)

100m Borboleta Masculino
- Marcel Gery
  - Eliminatórias – 53.94
  - Final – 54.18 (→ 6º)

- Tom Ponting
  - Eliminatórias – 54.77
  - Final-B – 55.00 (→ 16º)

200m Borboleta Masculino
- Tom Ponting
  - Eliminatórias – 2:01.20
  - Final-B – 2:01.60 (→ 13º)

- Edward Parenti
  - Eliminatórias – 2:02.00 (→ não avançou, 26º)

200m Medley Masculino
- Gary Anderson
  - Eliminatórias – 2:02.63
  - Final – 2:04.30 (→ 8º)

- Darren Ward
  - Eliminatórias – 2:03.71
  - Final-B – 2:05.09 (→ 14º)

400m Medley Masculino
- Curtis Myden
  - Eliminatórias – 4:22.41
  - Final-B – 4:21.91 (→ 10º)

- Robert Baird
  - Eliminatórias – 4:24.31
  - Final-B – 4:25.06 (→ 16º)

Revezamento 4x200m Masculino
- Edward Parenti, Darren Ward, Christopher Bowie, e Turlough O'Hare
  - Heat – 7:25.61 (→ não avançaram, 9º)

Revezamento 4x100m Medley Masculino
- Mark Tewksbury, Jonathan Cleveland, Tom Ponting, e Stephen Clarke
  - Elimnatórias – 3:42.47
- Mark Tewksbury, Jonathan Cleveland, Marcel Gery, e Stephen Clarke
  - Final – 3:39.66 (→  Bronze)

#### Competição Feminina
50m Livre Feminino
- Andrea Nugent
  - Eliminatórias – 26.29
  - Final-B – 26.17 (→ 9ª)

- Kristin Topham
  - Heat – 26.32
  - B-Final – 26.24 (→ 11th place)

Women's 100 m Freestyle
- Andrea Nugent
  - Eliminatórias – 56.82
  - Final-B – 56.91 (→ 16ª)

- Allison Higson
  - Eliminatórias – 58.47 (→ não avançou, 25ª)

200m Livre Feminino
- Nicole Dryden
  - Eliminatórias – 2:03.59 (→ não avançou, 19ª)

- Allison Higson
  - Eliminatórias – 2:04.25 (→ não avançou, 22ª)

100m Costas Feminino
- Nicole Dryden
  - Eliminatórias – 1:03.71
  - Final-B – 1:03.53 (→ 14ª)

- Julie Howard
  - Eliminatórias – 1:05.26 (→ não avançou, 28ª)

200m Costas Feminino
- Nicole Dryden
  - Eliminatórias – 2:17.54 (→ não avançou, 23ª)

- Elizabeth Hazel
  - Eliminatórias – 2:17.70 (→ não avançou, 25ª)

100m Peito Feminino
- Guylaine Cloutier
  - Eliminatórias – 1:09.89
  - Final – 1:09.71 (→ 4ª)

- Lisa Flood
  - Eliminatórias – 1:10.95
  - Final-B – 1:11.17 (→ 14ª)

200m Peito Feminino
- Guylaine Cloutier
  - Eliminatórias – 2:29.01
  - Final – 2:29.88 (→ 5ª)

- Nathalie Giguère
  - Eliminatórias – 2:29.71
  - Final – 2:30.11 (→ 6ª)

100m Borboleta Feminino
- Kristin Topham
  - Elminatórias – 1:01.20
  - Final-B – 1:01.91 (→ 14ª)

- Julie Howard
  - Eliminatórias – 1:02.89 (→ não avançou, 27ª)

200m Borboleta Feminino
- Jacinthe Pineau
  - Eliminatórias – 2:19.44 (→ não avançou, 23ª)

200m Medley Feminino
- Marianne Limpert
  - Eliminatórias – 2:16.84
  - Final – 2:17.09 (→ 6ª)

- Nancy Sweetnam
  - Eliminatórias – 2:17.26
  - Final – 2:17.13 (→ 7ª)

400m Medley Feminino
- Joanne Malar
  - Eliminatórias – 4:52.85
  - Final-B – 4:48.52 (→ 11ª)

- Nancy Sweetnam
  - Eliminatórias – 4:52.41
  - Final-B – 4:50.17 (→ 13ª)

Revezamento 4x100m Livre Masculino
- Marianne Limpert, Nicole Dryden, Andrea Nugent, e Allison Higson
  - Eliminatórias – 3:49.28
  - Final – 3:49.37 (→ 8º)

Revezamento 4x100m Medley Feminino
- Nicole Dryden, Guylaine Cloutier, Kristin Topham, e Andrea Nugent
  - Eliminatórias – 4:11.67
  - Final – 4:09.26 (→ 6º)

### Saltos Ornamentais
Trampolim de 3 metros masculino
- Mark Rourke
  - Primeira Fase — 379.32 pontos
  - Final — 540.66 pontos (→ 11º)

- David Bédard
  - Primeira Fase — 372.54 pontos (→ não avançou, 12º)

Plataforma de 10 metros masculino
- Bruno Fournier
  - Primeira Fase — 370.68 (→ não avançou, 14º)

- William Hayes
  - Primeira Fase — 324.39 (→ não avançou, 21º)

Trampolim de 3 metros feminino
- Mary DePiero
  - Primeira Fase — 278.76 points
  - Final — 449.49 pontos (→ 1ª)

- Evelyne Boisvert
  - Primeira Rodada — 258.09 pontos (→ não avançou, 21ª)

Women's 10m Platform
- Paige Gordon
  - Primeira Rodada — 283.11 pontos (→ não avançou, 16ª)

- Anne Montminy
  - Primeira Rodada — 282.42 pontos (→ não avançou, 17ª)

### Tênis
Competição de Simples Masculino
- Andrew Sznajder
  - Primeira Rodada — Derrotou Benny Wijaya (Indonésia) 6-2, 6-4, 7-5
  - Segunda Rodada — Perdeu para Jakob Hlasek (Suíça) 6-4, 4-6, 3-6, 6-7

Competição de Duplas Masculino
- Brian Gyetko e Sebastien LeBlanc
  - Primeira Rodada — Derrotaram Kenneth Carlsen e Frederik Fetterlein (Dinamarca) 6-3, 7-6, 7-6
  - Segunda Rodada — Perderam para Wayne Ferreira e Piet Norval (África do Sul) 3-6, 6-7, 4-6

Competição de Simples Feminino
- Patricia Hy-Boulais
  - Primeira Rodada — Derrotou Dally Randriantefy (Madagascar) 6-2, 6-1
  - Segunda Rodada — Perdeu para Mary Joe Fernandez (Estados Unidos) 2-6, 6-1, 10-12

Competição de Simples Feminino
- Rene Simpson-Alter
  - Primeira Rodada — Perdeu para Kimiko Date (Japão) 5-7, 1-6

Competição de Duplas Feminino
- Patricia Hy-Boulais e Rene Simpson-Alter
  - Primeira Rodada — Perderam para Isabelle Demongeot e Nathalie Tauziat (França) 6-3, 3-6, 2-6

### Tiro com arco
Canada sent only men to Barcelona for archery.  Two of the three individuals did not qualify for the elimination rounds, nor did the team qualify for the team round.
Competição Individual Masculina:
- Claude Rousseau — Oitavas-de-Final (→ 14º lugar) (1-1)
- Sylvain Cadieux — Fase de Classificação(→ 60º lugar) (0-0)
- Jeannot Robitaille — Fase de Classificação (→ 70º lugar) (0-0)

Competição por Times Masculina:
- Rousseau, Cadieux, e Robitaille — Fase de Classificação (→ 19º lugar) (0-0)

### Vela
Classe Lechner Masculino
- Murray McCaig
  - Classificação Final — 459.0 pontos (→ 44º)

Classe Lechner feminino
- Caroll-Ann Alie
  - Classificação Final — 161.7 pontos (→ 14ª)

Classe 470 feminino
- Penny Davise Sarah McLean
  - Classificação Final — 94.7 pontos (→ 11º)

### Voleibol

#### Competição Masculina
- Fase de Grupos (Grupo A)
  - Perdeu para a Espanha 15-13 7-15 15-9 12-15 13-15
  - Perdeu para os Estados Unidos 12-15 12-15 15-10 15-12 14-16
  - Venceu a França 15-11 15-6 15-8
  - Perdeu para a Itália 11-15 15-8 12-15 7-15
  - Perdeu para o Japão 15-11 17-15 11-15 13-15 10-15
- Quartas-de-Final
  - não avançou
- Partida de Classificação
  - 9º/10º lugar: Perdeu para a Coréia do Sul (1-3) → 10º lugar
- Jogadores
  - Marc Albert
  - Kevin Boyles
  - Gino Brousseau
  - Allan Coulter
  - Christopher Frehlick
  - Terrance Gagnon
  - Randal Gingera
  - Kent Greves
  - William Knight
  - Russell Paddock
  - Greg Williscroft
  - Bradley Willock